# 모티머 주커만

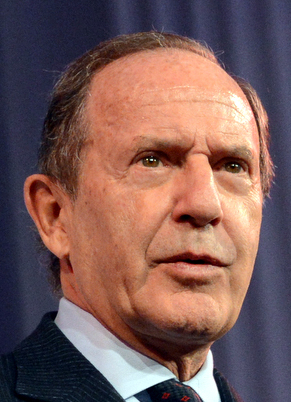

모티머 주커만(영어: Mortimer Zuckerman, 1937년 6월 4일 ~)는 캐나다 출신의 미국인 억만장자로, 미국 최대의 부동산 업체 중 하나인 보스턴 부동산(Boston Properties)의 창립자이며, U.S. 뉴스 & 월드 리포트의 오너이자 발행인이다. 과거에 그는 뉴욕데일리뉴스(New York Daily New), 더애틀랜틱(The Atlantic), 그리고 패스트컴퍼니(Fast Company)를 소유했었다. 2016년 포브스지는 주커만을 세계 688위의 부자로 선정하였다. 캐나다 맥길대학교에서 인문학 학사를, 미국 펜실베니아 대학교에서 MBA를, 하버드 대학교에서 법학 박사(LLM) 학위를 취득하였다.